# سیارک ۲۶۴۶۶
سیارک ۲۶۴۶۶ (به انگلیسی: 26466 Zarrin، نامگذاری:2000AA142)۲۶۴۶۶مین سیارک کشف شده‌است که در ۰۵ ژانویه ۲۰۰۰ کشف شد.